# Maren Kirkeeide
Maren Hjelmeset Kirkeeide (née le 3 janvier 2003) est une biathlète norvégienne. Elle est la nièce du skieur de fond Odd-Bjørn Hjelmeset.

## Biographie
Maren Hjelmeset Kirkeeide commence sa carrière internationale lors des championnats du monde juniors et jeunes de Soldier Hollow en 2022. Dans la catégorie jeunes, elle se classe 17e de l'individuel, avant de remporter le titre mondial du sprint. Elle termine ensuite 5e de la poursuite. Grâce à ces performances, elle est alignée à la fin des mondiaux dans le relais norvégien en catégorie junior. L'équipe norvégienne, également composée d'Åsne Skrede, Frida Dokken et Maren Bakken, échoue au pied du podium derrière l'Italie, l'Allemagne et la France.
À l'entrainement et lors des courses de préparation à l'intersaison, Maren Hjelmeset Kirkeeide impressionne par ses qualités de skieuse, faisant presque jeu égal avec des biathlètes confirmées comme Ida Lien ou Karoline Knotten. Ses 4e et 5e places sur les deux sprints de sélection lui permettent de composter son billet pour l'IBU Cup 2022-2023. Elle signe son premier podium dès sa deuxième course (2e de l'individuel d'Idre), avant de s'imposer à trois reprises, sur la poursuite de Ridnaun, le super-sprint et le relais mixte de Brezno, avec Isak Frey, Endre Strømsheim et Juni Arnekleiv. Fort de ses excellents résultats, l'encadrement norvégien lui donne sa chance en coupe du monde sur l'étape de Ruhpolding, où elle se classe 50e de l'individuel avec un 17/20. Aux championnats d'Europe disputés à la fin du mois de janvier 2023, elle déçoit lors des épreuves individuelles, avant de se ressaisir lors du relais mixte : elle remporte le titre européen de la spécialité en compagnie de Karoline Erdal, Erlend Bjøntegaard et Vebjørn Sørum, après avoir lancé parfaitement son équipe (deuxième au passage du premier relais). Son classement sur le circuit de l'IBU Cup lui permet d'avoir accès à la coupe du monde pour l'ultime étape à Oslo, sur laquelle elle termine 25e du sprint. La semaine suivante, lors des championnats de Norvège à Alta, elle remporte le sprint à la faveur d'un 10/10, devançant les trois favorites Ingrid Landmark Tandrevold (2e, 10/10), Karoline Knotten (3e, 10/10) et Ida Lien (4e, 9/10).
Avec les retraites de Marte Olsbu Roeiseland et de Tiril Eckhoff, elle intègre le groupe coupe du monde pour la saison 2023-2024. L'hiver suivant, elle enchaîne ses deux premiers podiums individuels en Coupe du monde en se classant deuxième du sprint puis de la poursuite à Oberhof en janvier 2025.

## Palmarès

### Championnats du monde
| Édition / Épreuve | Individuel | Sprint | Poursuite | Mass start                | Relais                   | Relais mixte | Relais mixte simple |
| ----------------- | ---------- | ------ | --------- | ------------------------- | ------------------------ | ------------ | ------------------- |
| Lenzerheide 2025  | 8e         | 16e    | 33e       | Médaille de bronze, monde | Médaille d'argent, monde | 4e           | —                   |

Légende :
- : deuxième place, médaille d'argent
- : troisième place, médaille de bronze
- — : non disputée par Maren Kirkeeide

### Coupe du monde
- Meilleur classement général : 10e en 2025.
- 10 podiums :
  - 3 podiums individuels : 2 deuxièmes places et 1 troisième place.
  - 5 podiums en relais : 4 deuxièmes places et 1 troisième place.
  - 2 podiums en relais mixte : 2 troisièmes places.

 Dernière mise à jour le 23 mars 2025 

#### Résultats détaillés en Coupe du monde
| 2022-2023 |        |        |    |        |        |        |       |        |       |       |        |        |        |        | .      | .      | .     | .     |        |        |        |        |        |         |        | 74e |
| 2022-2023 | IN     | SP     | PU | SP     | PU     | SP     | PU    | MS     | SP    | PU    | IN 50e | MS     | SP     | PU     | SP     | PU     | IN    | MS    | SP     | PU     | IN     | MS     | SP 25e | PU Ann. | MS     | 74e |
| 2023-2024 |        |        |    |        |        |        |       |        |       |       |        |        |        |        | .      | .      | .     | .     |        |        |        |        |        |         |        | 54e |
| 2023-2024 | IN     | SP     | PU | SP     | PU     | SP     | PU    | MS     | SP    | PU    | SP 29e | PU 47e | SI 43e | MS     | SP     | PU     | IN    | MS    | IN 12e | MS 24e | SP 56e | PU 30e | SP 44e | PU 51e  | MS     | 54e |
| 2024-2025 |        |        |    |        |        |        |       |        |       |       |        |        |        |        | .      | .      | .     | .     |        |        |        |        |        |         |        | 10e |
| 2024-2025 | SI 67e | SP 33e | MS | SP 23e | PU 26e | SP 11e | PU 5e | MS 19e | SP 2e | PU 2e | IN 34e | MS 11e | SP 12e | PU 21e | SP 16e | PU 33e | IN 8e | MS 3e | SP 12e | PU 8e  | SI 9e  | MS 14e | SP 26e | PU 24e  | MS 26e | 10e |

#### Podium en relais en Coupe du monde
| Podiums en relais en Coupe du monde | Podiums en relais en Coupe du monde | Podiums en relais en Coupe du monde | Podiums en relais en Coupe du monde | Podiums en relais en Coupe du monde | Podiums en relais en Coupe du monde | Podiums en relais en Coupe du monde | Podiums en relais en Coupe du monde | Podiums en relais en Coupe du monde | Podiums en relais en Coupe du monde | Podiums en relais en Coupe du monde |
| n°                                  | Saison                              | Date                                | Lieu                                | Épreuve                             | Résultat                            | Composition                         | Composition                         | Composition                         | Composition                         | Compétition                         |
| ----------------------------------- | ----------------------------------- | ----------------------------------- | ----------------------------------- | ----------------------------------- | ----------------------------------- | ----------------------------------- | ----------------------------------- | ----------------------------------- | ----------------------------------- | ----------------------------------- |
| 1                                   | 2024-2025                           | 01-12-2024                          | Kontiolahti                         | Relais 4 x 6 km                     | Médaille de bronze                  | J. Arnekleiv                        | K. Knotten                          | M. Kirkeeide                        | I.d Tandrevold                      | Coupe du monde                      |
| 2                                   | 2024-2025                           | 12-01-2025                          | Oberhof                             | Relais mixte                        | Médaille de bronze                  | S. Lægreid                          | T. Bø                               | I. Tandrevold                       | M. Kirkeeide                        | Coupe du monde                      |
| 3                                   | 2024-2025                           | 18-01-2025                          | Ruhpolding                          | Relais 4 x 6 km                     | Médaille d'argent                   | K. Knotten                          | J. Arnekleiv                        | M. Kirkeeide                        | R. Femsteinevik                     | Coupe du monde                      |
| 4                                   | 2024-2025                           | 26-01-2025                          | Antholz - Anterselva                | Relais 4 x 6 km                     | Médaille d'argent                   | K. Knotten                          | R. Femsteinevik                     | M. Kirkeeide                        | I. Tandrevold                       | Coupe du monde                      |

### Championnats d'Europe
| Édition / Épreuve   | Individuel            | Sprint                    | Poursuite             | Relais mixte          | Relais mixte simple |
| ------------------- | --------------------- | ------------------------- | --------------------- | --------------------- | ------------------- |
| Lenzerheide 2023    | 82e                   | 12e                       | 13e                   | Médaille d'or, Europe | —                   |
| Brezno-Osrblie 2024 | Médaille d'or, Europe | Médaille d'argent, Europe | Médaille d'or, Europe | Médaille d'or, Europe | —                   |

### Championnats du monde jeunes
- Médaille d'or du sprint en 2022.

### IBU Cup
- Vainqueur du classement du super sprint en 2023
- 9 podiums individuels dont 6 victoires.
- Meilleur classement général : 4e en 2023.

à jour au 27 janvier 2024